# Gerichtsvollzieherkammer Litauens
Die Gerichtsvollzieherkammer Litauens (lit. Lietuvos antstolių rūmai, LAR) ist eine Assoziation, in der die Gerichtsvollzieher organisiert sind und die ihre Interessen vertritt. Die Gerichtsvollzieherkammer hat öffentlich-rechtliche Befugnisse, etwa im Bereich der Bestellung von Gerichtsvollziehern oder im Hinblick auf disziplinarrechtliche Maßnahmen. Daneben fungiert die Gerichtsvollzieherkammer auch als berufsständische Interessenvertretung. Die Gerichtsvollzieherkammer entstand in Litauen, als 2003 die Zwangsvollstreckung vom Staat an private Personen (Gerichtsvollzieher) übergeben wurde.

## Präsidenten
Präsident ist der Vorsitzende des Präsidiums der Gerichtsvollzieherkammer. Er wird in der Versammlung der Gerichtsvollzieher gewählt. Leiter der Kammer: 
- vom 7. März 2003 bis Dezember 2004: Gintaras Matkevičius
- vom Dezember 2004 bis 2011: Inga Karalienė (im  März 2007 zur zweiten Amtszeit ausgewählt)
- 8. April 2011 bis zum 10. März 2015: Aleksandras Selezniovas
- vom 10. März 2015-(2019): Inga Karalienė

## Ehrengericht
Im Ehrengericht der Kammer arbeiten die Gerichtsvollzieher Artūras Auglys, Jūratė Blažienė, Vitalis Milevičius, Virginijus Kučinskas und Sonata Vaicekauskienė. 

## Revisionskommission
In der Revisionskommission arbeiten die Gerichtsvollzieher Saulius Virbickas, Marija Lekstutienė, Nemira Šiugždaitė, Dalius Traigys und Jurgita Žilinskaitė.